# La Boîte à Pizza
La Boîte à Pizza est une franchise de restauration rapide, proposant principalement des pizza à emporter et livrée à domicile. Sa société d'exploitation est KEATCHEN. Ses recettes de pizza s'inspirent de plats italiens, français et d'autres pays.